# Belaj (Cerovlje)
 Belaj  falu Horvátországban, Isztria megyében. Közigazgatásilag Cerovljéhez tartozik.

## Fekvése
Az Isztriai-félsziget közepén, Pazintól 16 km-re északkeletre, községközpontjától 8 km-re keletre fekszik.

## Története
A Belaj közelében ma romokban álló Sveti Martin (Schabez vagy Possert) várkastélyát a 11. században építtette Ulrik isztriai őrgróf, 1367-ig az aquileiai pátriárka tulajdona volt, majd 1529-ig a pazini grófsághoz tartozott, amikor a Barbo család birtoka lett. A kastély a 17. század elején az uszkók háborúban súlyosan megrongálódott és azóta romokban áll. A Pazinból a Raša völgybe menő út közelében emelkedő dombon álló négyszögletes alaprajzú kastélyt a Barbo család építtette a 16. század második felében. 1668 és 1945 között az Auersperg család nyári kastélya volt. 
A településnek 1857-ben 168, 1910-ben 140 lakosa volt. Lakói mezőgazdasággal és állattartással foglalkoztak 2011-ben 16 lakosa volt.

## Lakosság
| Lakosság változása | Lakosság változása | Lakosság változása | Lakosság változása | Lakosság változása | Lakosság változása | Lakosság változása | Lakosság változása | Lakosság változása | Lakosság változása | Lakosság változása | Lakosság változása | Lakosság változása | Lakosság változása | Lakosság változása | Lakosság változása |
| ------------------ | ------------------ | ------------------ | ------------------ | ------------------ | ------------------ | ------------------ | ------------------ | ------------------ | ------------------ | ------------------ | ------------------ | ------------------ | ------------------ | ------------------ | ------------------ |
| 1857               | 1869               | 1880               | 1890               | 1900               | 1910               | 1921               | 1931               | 1948               | 1953               | 1961               | 1971               | 1981               | 1991               | 2001               | 2011               |
| 168                | 174                | 182                | 157                | 167                | 140                | 138                | 162                | 133                | 122                | 111                | 63                 | 44                 | 34                 | 18                 | 16                 |

## Nevezetességei
- Belaj kastélyát[4] a 16. század második felében a Barbo család építtette. A 17.és a 18. században barokk stílusban építették át. A kastély négyszög alaprajzú, belső udvara felől mind a földszinti, mind az emeleti részen félköríves árkádokkal. Emeletén a kastélyt és környékét ábrázoló festményekből rendezett galéria látható. A földszinten található a Szent Henrik tiszteletére szentelt 15. századi kápolna barokk márvány oltárral. A reneszánsz oltárlapon Szent Henrik oltárképe látható. Falába díszes faragott sírfedőlapok vannak befalazva, melyeket az egykori Čepić-tavi pálos kolostorból hoztak át ide a kolostor 1783-as bezárásakor. Köztük látható a Barbo családnak, Martin Mojsijevićnek Kozljak urának 15. századi sírlapja, valamint több kršani, kozljaki és pazi nemes család sírlapjai. A kastélytól jobbra és balra gazdasági épületek, pincék, istállók sorakoznak.
- A kastély közelében találhatók Sveti Martin egykori négyszögletes saroktornyos várkastélyának romjai. A várkastélyt a 11. században építtette Ulrik isztriai őrgróf. A 16. században teljesen megújították, de a 17. század elején az uszkók háborúban olyan súlyosan megrongálódott, hogy többé nem állították helyre. A romok közelében egy Szent Márton templom is található.